# Euodos (Epigrammdichter)
Euodos (auch: Evodus, griechisch Εὔοδος) war ein griechischer Dichter und Autor zweier kurzer Epigramme der Griechischen Anthologie. Es könnte sein, dass er dieselbe Person darstellt wie Euodus von Rhodos, der zur Zeit Kaiser Neros wirkte und in der Suda erwähnt wird. Einer seiner Lehrer war Caligula.
Bei dem längeren der beiden Epigramme, die Euodus sicher zugeschrieben werden können, handelt es sich um eine Grabinschrift, in der er beschwört, dass die unsterbliche Seele im Himmel wohnt und dort getröstet wird.